# Новоспасский концентрационный лагерь

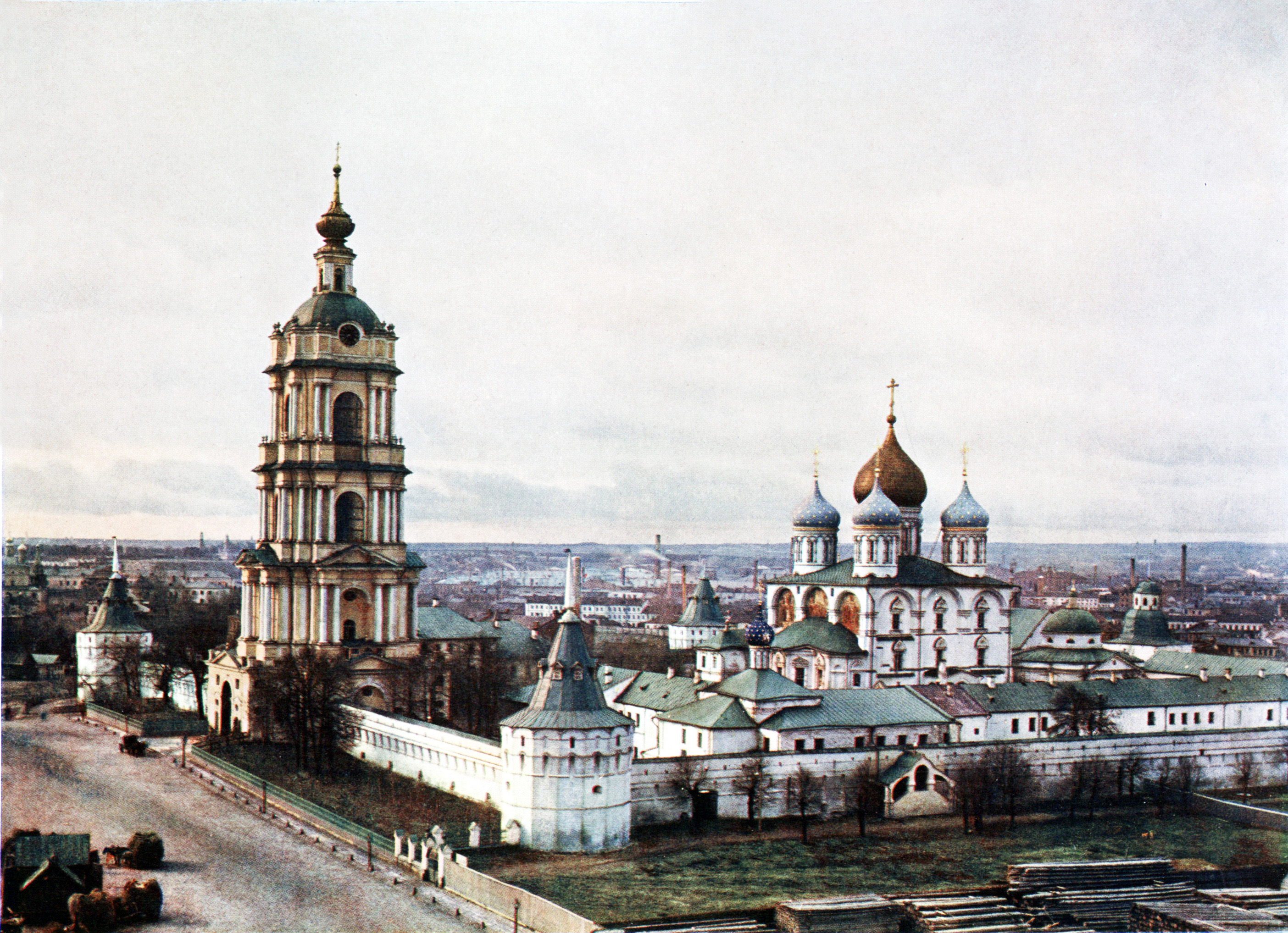
Последнее имеющееся фото монастыря в первозданном виде (1912) перед тем, как там был обустроен советский концлагерь

Местонахождение бывшего концлагеря в 1975 году

Новоспасский концентрационный лагерь — советский концлагерь, созданный советской властью в 1918 году на территории Новоспасского монастыря в Москве.

## Расположение
Новоспасский концлагерь был обустроен в монастырских зданиях на Крутицком холме.

## История
Обитель стала первым расстрельным монастырём в Москве.

## Заключённые
Среди известных узниц концлагеря — графиня Александра Львовна Толстая (младшая дочь Льва Толстого).